# Jocurile foamei: Sfidarea
The Hunger Games: Catching Fire este un film american de aventură științifico-fantastică din 2013, bazat pe romanul distopic Catching Fire scris de Suzanne Collins. Filmul este un sequel pentru The Hunger Games și este cel de-al doilea film din trilogia The Hunger Games. A fost produs de Nina Jacobson și Jon Kilik și distribuit de Lions Gate Entertainment. Francis Lawrence a regizat filmul după uin scenariu de Simon Beaufoy și Michael Arndt.
The Hunger Games: Catching Fire a fost lansat pe 15 noiembrie 2013 în Brazilia, 20 noiembrie în Finlanda, Suedia și Norvegia, 21 noiembrie în Regatul Unit și pe 22 noiembrie pe IMAX în Statele Unite. Un sequel intitulat The Hunger Games: Mockingjay – Part 1 a fost lansat pe 21 noiembrie 2014 în Statele Unite. Ultima parte, Revolta - Part 2 și-a avut premiera pe 20 noiembrie 2015

## Distribuție
- Jennifer Lawrence în rolul lui Katniss Everdeen
- Josh Hutcherson în rolul lui Peeta Mellark
- Liam Hemsworth în rolul lui Gale Hawthorne
- Woody Harrelson în rolul lui Haymitch Abernathy
- Elizabeth Banks în rolul lui Effie Trinket
- Lenny Kravitz în rolul lui Cinna
- Philip Seymour Hoffman în rolul lui Plutarch Heavensbee
- Jeffrey Wright în rolul lui Beetee Latier
- Stanley Tucci în rolul lui Caesar Flickerman
- Donald Sutherland în rolul lui President Snow
- Toby Jones în rolul lui Claudius Templesmith
- Willow Shields în rolul lui Primrose Everdeen
- Sam Claflin în rolul lui Finnick Odair
- Lynn Cohen în rolul lui Mags
- Jena Malone în rolul lui Johanna Mason
- Amanda Plummer în rolul lui Wiress

## Coloana sonoră
| Nr. | Titlu                         | Lungime |  |
| 1.  | „Katniss”                     | 1:42    |  |
| 2.  | „I Had To Do That”            | 2:22    |  |
| 3.  | „We Have Visitors”            | 3:01    |  |
| 4.  | „Just Friends”                | 1:29    |  |
| 5.  | „Mockingjay Graffiti”         | 1:44    |  |
| 6.  | „The Tour”                    | 5:56    |  |
| 7.  | „Daffodil Waltz”              | 0:26    |  |
| 8.  | „Waltz In A (Op. 39, No. 15)” | 0:43    |  |
| 9.  | „Fireworks”                   | 3:05    |  |
| 10. | „Horn Of Plenty”              | 0:36    |  |
| 11. | „Peacekeepers”                | 5:55    |  |
| 12. | „Prim”                        | 2:08    |  |
| 13. | „A Quarter Quell”             | 2:05    |  |
| 14. | „Katniss Is Chosen”           | 3:18    |  |
| 15. | „Introducing The Tributes”    | 1:29    |  |
| 16. | „There's Always A Flaw”       | 1:48    |  |
| 17. | „Bow And Arrow”               | 1:07    |  |
| 18. | „We're A Team”                | 1:52    |  |
| 19. | „Let's Start”                 | 2:02    |  |
| 20. | „The Games Begin”             | 4:43    |  |
| 21. | „Peeta's Heart Stops”         | 2:10    |  |
| 22. | „Treetops”                    | 1:22    |  |
| 23. | „The Fog”                     | 4:58    |  |
| 24. | „Monkey Mutts”                | 4:44    |  |
| 25. | „Jabberjays”                  | 1:33    |  |
| 26. | „I Need You”                  | 3:57    |  |
| 27. | „Broken Wire”                 | 3:53    |  |
| 28. | „Arena Crumbles”              | 1:43    |  |
| 29. | „Good Morning Sweetheart”     | 3:07    |  |

## Premii și nominalizări
| An                             | Premiu                          | Categorie                          | Recipient                                                            | Rezultat     |
| ------------------------------ | ------------------------------- | ---------------------------------- | -------------------------------------------------------------------- | ------------ |
| 2013                           |                                 |                                    |                                                                      |              |
| Golden Trailer Awards          | Best Action Poster              | Best Action Poster                 | Nominalizare                                                         |              |
| Golden Trailer Awards          | Best Independent Poster         | Victory Tour Close Up              | Nominalizare                                                         |              |
| Hollywood Film Awards          | Best Song                       | "Atlas"                            | Câștigat                                                             |              |
| San Diego Film Critics Society | Best Supporting Actress         | Elizabeth Banks                    | Nominalizare                                                         |              |
| San Diego Film Critics Society | Best Editing                    | Alan Edward Bell                   | Nominalizare                                                         |              |
| 2014                           | Premiile Grammy                 | Best Song Written for Visual Media | "Atlas"                                                              | Nominalizare |
| 2014                           | Golden Globe Awards             | Best Original Song                 | "Atlas"                                                              | Nominalizare |
| 2014                           | Critics' Choice Movie Awards    | Best Action Film                   | Best Action Film                                                     | Nominalizare |
| 2014                           | Critics' Choice Movie Awards    | Best Actress in an Action Movie    | Jennifer Lawrence                                                    | Nominalizare |
| 2014                           | Critics' Choice Movie Awards    | Best Song                          | "Atlas"                                                              | Nominalizare |
| 2014                           | IGN's Best of 2013 Movie Awards | Best Movie                         | Best Movie                                                           | Nominalizare |
| 2014                           | IGN's Best of 2013 Movie Awards | Best Sci-Fi Movie                  | Best Sci-Fi Movie                                                    | Nominalizare |
| 2014                           | IGN's Best of 2013 Movie Awards | Best Movie Poster                  | IMAX poster                                                          | Nominalizare |
| 2014                           | People's Choice Awards          | Favorite Year End Movie            | Favorite Year End Movie                                              | Câștigat     |
| 2014                           | Kids' Choice Awards             | Favorite Movie                     | Favorite Movie                                                       | Câștigat     |
| 2014                           | Kids' Choice Awards             | Favorite Movie Actress             | Jennifer Lawrence                                                    | Câștigat     |
| 2014                           | Kids' Choice Awards             | Favorite Female Buttkicker         | Jennifer Lawrence                                                    | Câștigat     |
| 2014                           | Kids' Choice Awards             | Favorite Female Buttkicker         | Jena Malone                                                          | Nominalizare |
| 2014                           | Empire Awards                   | Best Film                          | Best Film                                                            | Nominalizare |
| 2014                           | Empire Awards                   | Best Thriller                      | Best Thriller                                                        | Câștigat     |
| 2014                           | Empire Awards                   | Best Sci-Fi/Fantasy                | Best Sci-Fi/Fantasy                                                  | Nominalizare |
| 2014                           | Empire Awards                   | Best Actress                       | Jennifer Lawrence                                                    | Nominalizare |
| 2014                           | Empire Awards                   | Best Supporting Actor              | Sam Claflin                                                          | Nominalizare |
| 2014                           | MTV Movie Awards                | Movie of the Year                  | Movie of the Year                                                    | Câștigat     |
| 2014                           | MTV Movie Awards                | Best Male Performance              | Josh Hutcherson                                                      | Câștigat     |
| 2014                           | MTV Movie Awards                | Best Female Performance            | Jennifer Lawrence                                                    | Câștigat     |
| 2014                           | MTV Movie Awards                | Best Shirtless Performance         | Sam Claflin                                                          | Nominalizare |
| 2014                           | MTV Movie Awards                | Best Fight                         | Jennifer Lawrence, Josh Hutcherson, & Sam Claflin vs. Mutant Monkeys | Nominalizare |
| 2014                           | MTV Movie Awards                | Best Villain                       | Donald Sutherland                                                    | Nominalizare |
| 2014                           | MTV Movie Awards                | Best On-Screen Transformation      | Elizabeth Banks                                                      | Nominalizare |
| 2014                           | MTV Movie Awards                | Favorite Character                 | Katniss Everdeen                                                     | Nominalizare |
| 2014                           | Golden Trailer Awards           | Best Action Trailer                | "World Event"                                                        | Câștigat     |
| 2014                           | Golden Trailer Awards           | Best Fantasy Adventure Trailer     | "Official Theatrical Trailer"                                        | Nominalizare |
| 2014                           | Golden Trailer Awards           | Best Original Score                | "Final Trailer"                                                      | Câștigat     |
| 2014                           | Golden Trailer Awards           | Best Action TV spot                | "Let it Fly"                                                         | Nominalizare |
| 2014                           | Golden Trailer Awards           | Best Fantasy/Adventure TV spot     | "Atlas"                                                              | Nominalizare |
| 2014                           | Golden Trailer Awards           | Best Romance TV spot               | "We Remain"                                                          | Nominalizare |
| 2014                           | Golden Trailer Awards           | Best Action Poster                 | Best Action Poster                                                   | Câștigat     |
| 2014                           | Golden Trailer Awards           | Best Drama Poster                  | "Teaser Poster"                                                      | Nominalizare |
| 2014                           | Golden Trailer Awards           | Best Wildposts                     | "Outdoor Teaser"                                                     | Câștigat     |
| 2014                           | Golden Trailer Awards           | Best Standee for a Feature Film    | Best Standee for a Feature Film                                      | Nominalizare |
| 2014                           | Saturn Awards                   | Best Science Fiction Film          | Best Science Fiction Film                                            | Nominalizare |
| 2014                           | Saturn Awards                   | Best Director                      | Francis Lawrence                                                     | Nominalizare |
| 2014                           | Saturn Awards                   | Best Actress                       | Jennifer Lawrence                                                    | Nominalizare |
| 2014                           | Saturn Awards                   | Best Supporting Actress            | Jena Malone                                                          | Nominalizare |
| 2014                           | Saturn Awards                   | Best Production Design             | Philip Messina                                                       | Nominalizare |
| 2014                           | Saturn Awards                   | Best Editing                       | Alan Edward Bell                                                     | Nominalizare |
| 2014                           | Saturn Awards                   | Best Costume                       | Trish Summerville                                                    | Câștigat     |
| 2014                           | Teen Choice Awards              | Choice Movie: Sci-Fi/Fantasy       | Choice Movie: Sci-Fi/Fantasy                                         | Câștigat     |
| 2014                           | Teen Choice Awards              | Choice Actress: Sci-Fi/Fantasy     | Jennifer Lawrence                                                    | Câștigat     |
| 2014                           | Teen Choice Awards              | Choice Actor: Sci-Fi/Fantasy       | Liam Hemsworth                                                       | Nominalizare |
| 2014                           | Teen Choice Awards              | Choice Actor: Sci-Fi/Fantasy       | Josh Hutcherson                                                      | Câștigat     |
| 2014                           | Teen Choice Awards              | Choice Villain                     | Donald Sutherland                                                    | Câștigat     |
| 2014                           | Teen Choice Awards              | Choice Scene Stealer               | Sam Claflin                                                          | Nominalizare |
| 2014                           | Teen Choice Awards              | Choice Liplock                     | Jennifer Lawrence and Josh Hutcherson                                | Nominalizare |

## Sequeluri
În iulie 2012, Lionsgate a anunțat că sunt programate să fie lansate încă două filme după cartea finală a trilogiei The Hunger Games, Mockingjay. Primul film, The Hunger Games: Mockingjay – Part 1, a fost lansat pe 21 noiembrie 2014, iar cel de-al doilea film, The Hunger Games: Mockingjay – Part 2, va fi lansat pe marile ecrane pe 20 noiembrie 2015. Filmările ultimei părți au început pe 23 septembrie 2013 în Atlanta, SUA și s-au termina pe 20 iunie 2014 în Berlin, Germania.

## Vezi și
- Listă de filme distopice